# 赵植 (唐朝)
赵植（?—?），唐朝京兆府奉天县（今陕西省乾县）人，赵隐的祖父。
唐德宗建中四年（783年），朱泚之乱，德宗逃到奉天。变起仓促，兵卫单薄，数日后，朱泚军急攻奉天城，赵植率家奴以死拒守，献出家财以助官军，被德宗赞赏。平定朱泚后，赵植被浑瑊辟为推官。官至殿中侍御史。贞元初年，转任郑州刺史。郑滑节度使李融保奏他兼任副使。贞元十年（794年），李融患病，军府之政交给赵植。大将宋朝晏挑动三军作乱，夜中放火，赵植与监军率军以待。天亮后，乱兵自溃，即日全部捕斩，德宗下诏嘉慰。入朝为卫尉少卿，三次转任到尚书工部侍郎。贞元十七年（801年），出任为广州刺史、兼御史大夫、岭南东道节度观察等使，在广州去世。其子赵存约、赵滂。赵存约辟署兴元李绛府。兴元军乱，与李绛同时遇害。赵存约之子赵隐。